# Mary Tyler Moore
Mary Tyler Moore (29 tháng 12 năm 1936 – 25 tháng 1 năm 2017) là nữ diễn viên người Mỹ, nổi tiếng với chương trình hài kịch tình huống The Mary Tyler Moore Show (1970–1977), nơi bà vào vai Mary Richards, một người phụ nữ độc thân trạc tuổi 30 làm việc tại hãng thông tin Minneapolis và The Dick Van Dyke Show (1961–1966) trong vai Laura Petrie, một cựu vũ công trở về Westchester làm công việc nội trợ, mẹ và vợ. Bà góp mặt trong phim Thoroughly Modern Millie (1967) và Ordinary People (1980) giành đề cử Giải Oscar cho Nữ diễn viên chính xuất sắc nhất.
Vai diễn của bà trong The Mary Tyler Moore Show và The Dick Van Dyke Show phá vỡ những hình tượng kiểu mẫu của phụ nữ và định kiến giới tính. Moore trở thành biểu tượng văn hóa và là nguồn cảm hứng cho nhiều nữ diễn viên, phụ nữ chuyên nghiệp và người theo chủ nghĩa nữ giới trẻ tuổi. Moore tham gia nhiều công tác từ thiện và chính trị, đặc biệt trong các vấn đề về quyền động vật và bệnh tiểu đường. Bà được chẩn đoán mắc bệnh tiểu đường tuýp I trong lúc thực hiện The Mary Tyler Moore Show. Bà còn mắc chứng nghiện rượu, là chủ đề trong hai tập tự truyện đầu tiên của bà. Tháng 5 năm 2011, Moore trải qua ca phẫu thuật não để cắt bỏ khối u lành tính. Bà qua đời vì viêm phổi khi 80 tuổi vào ngày 25 tháng 1 năm 2017.

## Thời thơ ấu
Moore sinh tại khu vực Brooklyn Heights, New York, là con gái của Marjorie (nhũ danh Hackett; 1916–1992) và George Tyler Moore (1913–2006), một nhân viên kế toán. Bà là con cả trong số 3 người con (em ruột của bà là John và Elizabeth), Moore và gia đình sống tại Flushing, Queens. Ông cố nội của bà, Lieutenant Colonel Lewis Tilghman Moore, sở hữu căn nhà nơi giờ đây là Viện bảo tàng Stonewall Jackson's Headquarters ở Winchester, Virginia. Năm lên 8, gia đình của Moore dời đến Los Angeles. Bà được nuôi dạy theo Công giáo, theo học tại trường St. Rose of Lima Parochial ở Brooklyn, trường Saint Ambrose tại Los Angeles và Immaculate Heart High School ở Los Feliz, California.

## Đời tư
Năm 1955, Moore kết hôn với Richard Carleton Meeker lúc 18 tuổi, và mang thai đứa con duy nhất của bà trong chưa đầy 6 tuần, Richard Jr. (sinh ngày 3 tháng 7 năm 1956). Meeker và Moore ly hôn năm 1961. Moore kết hôn với Grant Tinker, một nhà điều hành tại CBS và sau này là chủ tịch đài NBC, vào năm 1962. Họ thành lập công ty truyền hình MTM Enterprises năm 1970 và sản xuất chương trình đầu tiên của hãng, The Mary Tyler Moore Show. Moore và Tinker ly hôn năm 1981. Ngày 14 tháng 10 năm 1980, con trai Richard của bà qua đời ở tuổi 24 vì trúng đạn.
Moore kết hôn với Bác sĩ Robert Levine  ngày 23 tháng 11 năm 1983, tại Khách sạn Pierre, Thành phố New York. Họ gặp nhau lúc mẹ bà được ông điều trị tại Thành phố New York và trở về từ Vatican, nơi họ gặp gỡ Pope John Paul II. Moore được chẩn đoán mắc bệnh tiểu đường loại 1 khi 33 tuổi. Năm 2011, bà thực hiện giải phẫu để cắt bỏ khối u não lành tính. Năm 2014, bà được báo cáo với nhiều vấn đề về tim, thận và thị lực kém. Moore qua đời ngày 25 tháng 1 năm 2017 tại Bệnh viện Greenwich ở Greenwich, Connecticut.

## Giải thưởng và công nhận

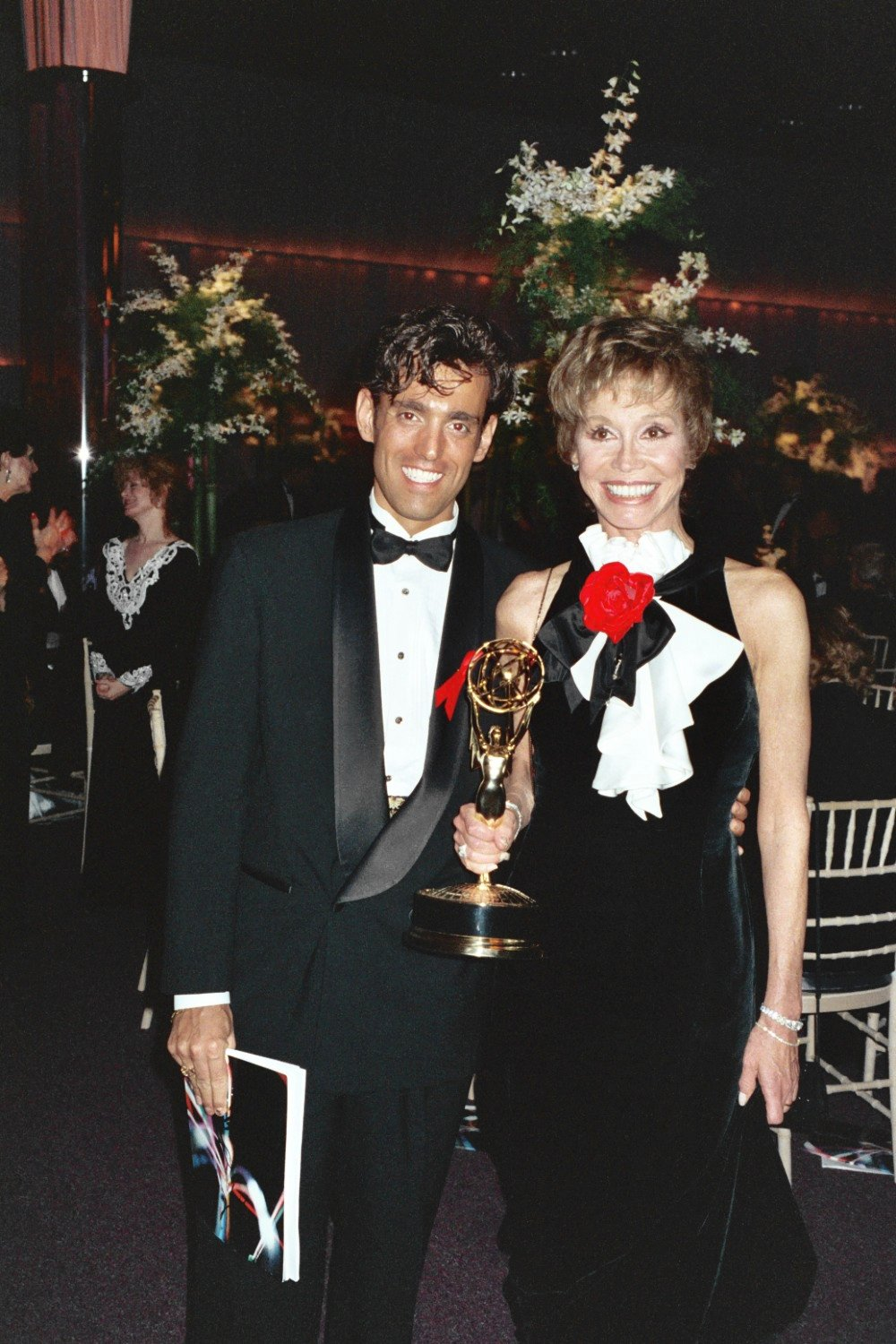
Moore tại giải Emmy năm 1993

Năm 1980, Moore giành đề cử giải Oscar cho Nữ diễn viên chính xuất sắc nhất trong phim Ordinary People. Moore nhận 6 giải Emmy. Bà nhận 5 giải "Nữ diễn viên chính loạt phim hài nổi bật" trong các năm 1964, 1966, 1973, 1974, 1976, san bằng kỷ lục số giải của Candice Bergen và Julia Louis-Dreyfus. Giải Tony vinh danh bà với vai diễn trong Whose Life Is It Anyway? (1980), còn giúp bà giành đề cử giải Drama Desk.
Năm 1986, bà được bổ nhiệm vào Đại lộ danh vọng Truyền hình. Năm 1987, bà giành giải Hài kịch Mỹ Thành tựu trọn đời. Năm 1992, bà được trao một ngôi sao trên Đại lộ danh vọng Hollywood nhờ những đóng góp cho ngành công nghiệp truyền hình. TV Land và thành phố Minneapolis vinh danh bà bằng một bức tượng tại Minneapolis vào tháng 5 năm 2002. Bức tượng thể hiện bà trong vai Mary Richards trong cảnh mở đầu chương trình The Mary Tyler Moore Show, lúc đang hất chiếc mũ Tam o' Shanter lên không trung. Moore được trao giải Thành tựu trọn đời của Hiệp hội Diễn viên Màn ảnh.
| Năm       | Tổ chức           | Hạng mục                                                  | Tác phẩm                                    | Kết quả   | Ref.          |
| --------- | ----------------- | --------------------------------------------------------- | ------------------------------------------- | --------- | ------------- |
| 1963      | Giải Emmy         | Nữ diễn viên chính trong loạt phim hài nổi bật            | The Dick Van Dyke Show                      | Đề cử     | [ 45 ]        |
| 1964 1966 | Giải Emmy         | Nữ diễn viên chính trong loạt phim hài nổi bật            | The Dick Van Dyke Show                      | Đoạt giải | [ 46 ] [ 47 ] |
| 1965      | Giải Quả cầu vàng | Nữ diễn viên trong loạt phim hài                          | The Dick Van Dyke Show                      | Đoạt giải | [ 48 ]        |
| 1971      | Giải Quả cầu vàng | Nữ diễn viên trong loạt phim hài                          | The Mary Tyler Moore Show                   | Đoạt giải | [ 48 ]        |
| 1971 1972 | Giải Emmy         | Nữ diễn viên chính trong loạt phim hài nổi bật            | The Mary Tyler Moore Show                   | Đề cử     | [ 49 ] [ 50 ] |
| 1972–1977 | Giải Quả cầu vàng | Nữ diễn viên trong loạt phim hài                          | The Mary Tyler Moore Show                   | Đề cử     | [ 48 ]        |
| 1973      | Giải Quả cầu vàng | Nữ diễn viên trong loạt phim hài                          | The Mary Tyler Moore Show                   | Đề cử     | [ 48 ]        |
| 1973 1974 | Giải Emmy         | Nữ diễn viên chính trong loạt phim hài nổi bật            | The Mary Tyler Moore Show                   | Đoạt giải | [ 51 ] [ 52 ] |
| 1975      | Giải Emmy         | Nữ diễn viên chính trong loạt phim hài nổi bật            | The Mary Tyler Moore Show                   | Đề cử     | [ 53 ]        |
| 1976      | Giải Emmy         | Nữ diễn viên chính trong loạt phim hài nổi bật            | The Mary Tyler Moore Show                   | Đoạt giải | [ 54 ]        |
| 1977      | Giải Emmy         | Nữ diễn viên chính trong loạt phim hài nổi bật            | The Mary Tyler Moore Show                   | Đề cử     | [ 55 ]        |
| 1980      | Giải Quả cầu vàng | Nữ diễn viên phim chính kịch xuất sắc nhất                | Ordinary People                             | Đoạt giải | [ 48 ]        |
| 1980      | Giải Tony         | Giải đặc biệt                                             | Whose Life Is It Anyway?                    | Đoạt giải | [ 56 ]        |
| 1980      | Giải Oscar        | Giải Oscar cho nữ diễn viên chính xuất sắc nhất           | Ordinary People                             | Đề cử     | [ 57 ]        |
| 1980      | Giải Drama Desk   | Nữ diễn viên kịch nổi bật                                 | Whose Life Is It Anyway?                    | Đề cử     | [ 58 ]        |
| 1985      | Giải Tony         | Giải phục dựng kịch hay nhất                              | Joe Egg (produced by MTM Enterprises, Inc.) | Đoạt giải |               |
| 1985      | Women in Film     | Crystal award                                             |                                             | Đoạt giải | [ 59 ]        |
| 1993      | Giải Emmy         | Nữ diễn viên phụ trong loạt phim truyền hình ngắn nổi bật | Stolen Babies                               | Đoạt giải | [ 60 ]        |

## Sự nghiệp điện ảnh

### Điện ảnh
| Năm  | Tựa đề                            | Vai                | Ghi chú                                   |
| ---- | --------------------------------- | ------------------ | ----------------------------------------- |
| 1961 | X-15                              | Pamela Stewart     |                                           |
| 1967 | Thoroughly Modern Millie          | Miss Dorothy Brown |                                           |
| 1968 | What's So Bad About Feeling Good? | Liz                |                                           |
| 1968 | Don't Just Stand There!           | Martine Randall    |                                           |
| 1969 | Change of Habit                   | Sister Michelle    | Kịch bản phim cuối cùng của Elvis Presley |
| 1980 | Ordinary People                   | Beth               |                                           |
| 1982 | Six Weeks                         | Charlotte Dreyfus  |                                           |
| 1986 | Just Between Friends              | Holly Davis        |                                           |
| 1996 | Flirting with Disaster            | Pearl Coplin       |                                           |
| 1996 | The Blue Arrow                    |                    |                                           |
| 1997 | Keys to Tulsa                     | Cynthia Boudreau   |                                           |
| 1998 | Reno Finds Her Mom                | Herself            |                                           |
| 2000 | Labor Pains                       | Esther Raymond     |                                           |
| 2002 | Cheats                            | Mrs. Stark         |                                           |
| 2009 | Against the Current               | Liz' Mom           |                                           |

### Truyền hình
| Năm       | Phim                                                             | Vai                                              | Ghi chú                                                  |
| --------- | ---------------------------------------------------------------- | ------------------------------------------------ | -------------------------------------------------------- |
| 1957      | The Eddie Fisher Show                                            | Dancer                                           | Tập: "ngày 29 tháng 10 năm 1957"                         |
| 1959      | The George Burns Show                                            | Linda Knox                                       | Tập: "The Landlord's Daughter"                           |
| 1959      | Schlitz Playhouse of the Stars                                   | Student #1                                       | Tập: "Ivy League"                                        |
| 1959      | Steve Canyon                                                     | Second Spanish Girl                              | Tập: "Strike Force" (as Mary Moore)                      |
| 1959      | Richard Diamond, Private Detective                               | Sam                                              | 7 Ttập                                                   |
| 1959–1960 | 77 Sunset Strip                                                  | Laura Chandler / Marie Drew / Girl               | 2 tập                                                    |
| 1959–1960 | Riverboat                                                        | Lily Belle de Lesseps / Brunette Girl in Coach   | 2 tập                                                    |
| 1959      | Bronco                                                           | Marilee Goddard                                  | Tập: "Flight from an Empire"                             |
| 1960      | Bachelor Father                                                  | Joanne Sutton / Huey's Sister                    | 2 tập                                                    |
| 1960      | Checkmate                                                        | Millie                                           | Tập: "Lady on the Brink"                                 |
| 1960      | Overland Trail                                                   | Joan Ransom                                      | Tập: "All the O'Mara Horses"                             |
| 1960      | The Tab Hunter Show                                              | Brunette                                         | Tập: "One Blonde Too Many" Guest star in series premiere |
| 1960      | Wanted Dead or Alive                                             | Sophie Anderson                                  | Tập: "The Twain Shall Meet"                              |
| 1960      | The Millionaire                                                  | Linda                                            | Tập: "Millionaire Vance Ludlow"                          |
| 1960      | The Deputy                                                       | Amy Collins                                      | Tập: "Day of Fear"                                       |
| 1960–1962 | Thriller                                                         | Sherry Smith / Mary Snyder                       | 2 tập                                                    |
| 1960–1961 | Hawaiian Eye                                                     | Peggy / Joan White / Vanessa Kinard / Susan Hart | 4 tập                                                    |
| 1961      | Stagecoach West                                                  | Linda Anson                                      | Tập: "The Dead Don't Cry"                                |
| 1961      | Surfside 6                                                       | Kathy Murlow                                     | Tập: "Inside Job"                                        |
| 1961      | Lock Up                                                          | Nan Havens                                       | Tập: "The Case of Nan Havens"                            |
| 1961      | The Aquanauts                                                    | Dana March                                       | Tập: "Killers in Paradise"                               |
| 1962      | Straightaway                                                     |                                                  | Tập: "Sounds of Fury"                                    |
| 1961–1966 | The Dick Van Dyke Show                                           | Laura Petrie / Laura Meehan / Sam                | 158 tập                                                  |
| 1969      | Run a Crooked Mile                                               | Elizabeth Sutton                                 | Phim truyền hình ngắn                                    |
| 1970–1977 | The Mary Tyler Moore Show                                        | Mary Richards                                    | 168 tập                                                  |
| 1974–1978 | Rhoda                                                            | Mary Richards                                    | 6 tập                                                    |
| 1976–1977 | Phyllis                                                          | Mary Richards                                    | 2 tập                                                    |
| 1978      | Mary                                                             | Skit characters                                  | Variety show                                             |
| 1978      | First, You Cry                                                   | Betty Rollin                                     | Phim truyền hình ngắn                                    |
| 1979      | The Mary Tyler Moore Hour                                        | Mary McKinnon / Laura Petrie                     | 11 tập                                                   |
| 1984      | Heartsounds                                                      | Martha Weinman Lear                              | Phim truyền hình ngắn                                    |
| 1985      | Finnegan Begin Again                                             | Liz DeHaan                                       | Phim truyền hình ngắn                                    |
| 1985–1986 | Mary                                                             | Mary Brenner                                     | 13 tập                                                   |
| 1988      | Lincoln                                                          | Mary Todd Lincoln                                | Phim truyền hình ngắn 2 tập                              |
| 1988      | Annie McGuire                                                    | Annie McGuire                                    | 10 tập                                                   |
| 1990      | The Last Best Year                                               | Wendy Haller                                     | Phim truyền hình ngắn                                    |
| 1990      | Thanksgiving Day                                                 | Paula Schloss                                    | Phim truyền hình ngắn                                    |
| 1993      | Stolen Babies                                                    | Georgia Tann                                     | Phim truyền hình ngắn                                    |
| 1994      | Frasier                                                          | Marjorie (voice)                                 | Tập: "Frasier Crane's Day Off"                           |
| 1995      | New York News                                                    | Louise Felcott                                   | 13 tập                                                   |
| 1996      | Stolen Memories: Secrets from the Rose Garden                    | Jessica                                          | Phim truyền hình ngắn                                    |
| 1996      | Ellen                                                            | Chính bà                                         | 2 tập                                                    |
| 1997      | Payback                                                          | Kathryn Stanfill                                 | Phim truyền hình ngắn                                    |
| 1997      | The Naked Truth                                                  | Catherine Wilde                                  | 4 tập                                                    |
| 1999      | King of the Hill                                                 | Reverend Karen Stroup                            | Tập: "Revenge of the Lutefisk"                           |
| 2000      | Mary and Rhoda                                                   | Mary Richards Cronin                             | Phim truyền hình ngắn                                    |
| 2000      | Good as Gold                                                     |                                                  | Phim truyền hình ngắn                                    |
| 2001      | Like Mother Like Son: The Strange Story of Sante and Kenny Kimes | Sante Chambers Kimes / Eva Guerrero              | Phim truyền hình ngắn                                    |
| 2001      | The Ellen Show                                                   | Mary                                             | Tập: "Ellen's First Christmess"                          |
| 2002      | Miss Lettie and Me                                               | Lettie Anderson                                  | Phim truyền hình ngắn                                    |
| 2003      | The Gin Game                                                     | Fonsia Dorsey                                    | Phim truyền hình ngắn                                    |
| 2003      | Blessings                                                        | Lydia Blessing                                   | Phim truyền hình ngắn                                    |
| 2004      | The Dick Van Dyke Show Revisited                                 | Laura Petrie                                     | Phim truyền hình ngắn                                    |
| 2005      | Snow Wonder                                                      | Aunt Lula                                        | Phim truyền hình ngắn                                    |
| 2006      | That '70s Show                                                   | Christine St. George                             | 3 tập                                                    |
| 2008      | Lipstick Jungle                                                  | Joyce                                            | 2 tập                                                    |
| 2011–2013 | Hot in Cleveland                                                 | Diane                                            | 2 tập                                                    |